# 吉卡日香
吉卡日香是位于今西藏自治区日喀则地区境内的一座早期苯教寺院。现已无存。

## 历史
约11世纪，苯教大师贤钦鲁噶的弟子许耶罗布兴建了一座名叫“吉卡日香”的苯教寺院。该寺为修习苯教大圆满法的中心寺院。
14世纪末开始，吉卡日香逐渐衰败。如今该寺早已无存。